# Paracarea rubiginea
Paracarea rubiginea är en fjärilsart som beskrevs av George Thomas Bethune-Baker 1906. Paracarea rubiginea ingår i släktet Paracarea och familjen trågspinnare. Inga underarter finns listade i Catalogue of Life.